# جان بابتيست جوردان
جان بابتيست جوردان (29 أبريل 1762 - 23 نوفمبر 1833) ، الكونت جوردان الأول ، كان قائدًا عسكريًا فرنسيًا خدم خلال الحروب الثورية الفرنسية والحروب النابليونية ، وكان سياسيًا أثناء الثورة الفرنسية. عينه الإمبراطور نابليون الأول مارشال الإمبراطورية عام 1804.
يُعتَبر جوردان ، أحد أنجح قادة الجيش الثوري الفرنسي ، يُذكر بشكل أفضل في الثورة لقيادته الفرنسيين إلى نصر حاسم على التحالف الأول في معركة فلوروس ، خلال حملة فلاندرز.  في عهد الإمبراطورية ، كافأه نابليون بلقب المارشال واستمر في تولي المهام العسكرية ، لكنه عانى من هزيمة كبرى في معركة فيتوريا ، مما أدى إلى خسارة الإمبراطورية الدائمة لإسبانيا. في عام 1815 تصالح مع عَودة حُكم البوربون ، ثم دعم ثورة يوليو 1830 في وقت لاحق وخدم في سنواته الأخيرة كحاكم ليزانفاليد.

## سيرة ذاتية
ولد جوردان في ليموج ، في مقاطعة ليموزين ، في 29 أبريل 1762. وكان الطفل الوحيد الباقي على قيد الحياة لروش جوردان ، وهو جراح في الأصل من ميرارج ، وجين فوريو فرانسيكيه. توفيت والدته أثناء الولادة عندما كان يبلغ من العمر عامين ، وبعد أن قام والده بتربيته لبضع سنوات ، تم وضع جوردان تحت رعاية عمه ، الأب لوران جوردان ، والذي كانَ كاهن رعية ومدير مدرسة داخلية في بوركيويل ، في بروفانس. توفي والده عندما كان في التاسعة من عمره ، حوالي عام 1771 ، تاركاً جوردان يتيمًا فقيرًا. 
بعد الانتهاء من تعليمه الأساسي في مدرسة بيوركيويل ، تم إرسال جوردان في الخامسة عشرة من عمره لرعاية عمه الآخر ، جان فرانسوا جوردان ، تاجر أقمشة في ليون وصاحب عمل منضبط. عمل جوردان كاتبًا متدربًا في متجر الملابس ، وقد عانى لمدة عام تقريبًا في ليون قبل أن يلتحق بالجيش الملكي عام 1778 ،  وينضم إلى فوج أوسيروا المتمركز في إيل دي ري ، والذي كان مُخصصًا للخدمة في حرب الاستقلال الامريكية. 

## الحرب الثورية الأمريكية
أمضى جوردان بقية العام مع فوج إيل دي ري قبل مغادرته للحرب في أمريكا. رأى لأول الحَرب عند الاستيلاء على غرناطة في منتصف عام 1779. بعد بضعة أشهر ، تم وضع فوج أوكسيروا تحت قيادة الكونت ديستان ، وفي هذه المهمة سرعان ما شارك جوردان في الهجوم المشؤوم على حصار سافانا ، في أكتوبر 1779. وخلال السنوات التالية ، شارك جوردان في الهجوم المشؤوم على حصار سافانا. خدم في جزر الهند الغربية. شارك في الدفاع الناجح عن جزيرة سانت فنسنت التي تم الاستيلاء عليها مؤخرًا ، عام 1780 ، وفي غزو توباغو عام 1781. 
أثناء عمله في جزر الهند الغربية ، أصيب جوردان بمرض تم تشخيصه رسميًا على أنه فتق ، على الرغم من أنه من المحتمل أن يكون مرضًا معويًا ، وقد أزعجه نوبات المرض لبقية حياته العسكرية. وبسبب هذه الفترة من التدهور الصحي ، فقد غاب عن معظم حملات عام 1782 ، ولم يعد إلى الجيش إلا في نهاية العام. 

## العودة إلى ليموج
في يونيو 1784 ، تم تسريح جوردان من الجيش الملكي في فردان ،  وبعد فترة من البطالة ، عاد إلى موطنه ليموج ووجد عملاً في متجر لبيع الملابس ، حيث أثبت أنه موظف ممتاز. تزوج من جين نيكولاس أفانتورييه ، أخت رئيسه ، في ليموج في 22 يناير 1788 ، وأنجب الزوجان ستة أطفال. 

## حرب التحالف الأول
رحب جوردان بالثورة الفرنسية بحماس. تم تعيينه ملازمًا في الحرس الوطني عام 1790 ، وعندما طلبت الجمعية الوطنية متطوعين ، تم انتخاب جوردان قائدًا للكتيبة التاسعة من المتطوعين من فيين العليا. قاد قواته عِندَ الانتصار الفرنسي في معركة جيمابيس في 6 نوفمبر 1792 وفي الهزيمة في معركة نيرويندن في 18 مارس 1793. لوحظت مهارات جوردان القيادية وأدت إلى ترقيته إلى عميد في 27 مايو 1793 وإلى لواء بعد شهرين. في 8 سبتمبر ، قاد فرقته في معركة هوندشوت ، حيث أصيب في صدره. في 22 سبتمبر ، تم تعيينه لقيادة جيش الشمال.  ثلاثة من القادة الذين سَبَقوه في هذا المَنصب ، نيكولاس لوكنر ، آدم فيليب ، كونت دي كوستين ، وجان نيكولا هوشارد تم اعتقالهم وتم إعدامهم لاحقًا بالمقصلة.
كانت مهمة جوردان الأولى هي تخفيف عن حامية ماوبيج للجنرال جاك فيران التي يبلغ قوامها 20 ألف فرد والتي حاصرها الجيش النمساوي الهولندي بقيادة الأمير يوسياس من ساكس-كوبرج-سالفلد. شعرت لجنة السلامة العامة أن هذه العَمَلية كانت مهمة للغاية لدرجة أنها أرسلت لازار كارنو للإشراف عليها. هزم جوردان القوات النَمساوية في 15-16 أكتوبر في معركة واتيني وكسر الحصار. ادعى كارنو أن تدخله هو الذي جاءَ بالنصر. كتب المؤرخ مايكل جلوفر أن هجوم اليوم الأول كان فاشلاً بسبب تدخل كارنو ، في حين أن نجاح اليوم الثاني نتج عن استخدام جوردان لحكمه التكتيكي. على أي حال ، وصل حساب كارنو فقط إلى باريس. 

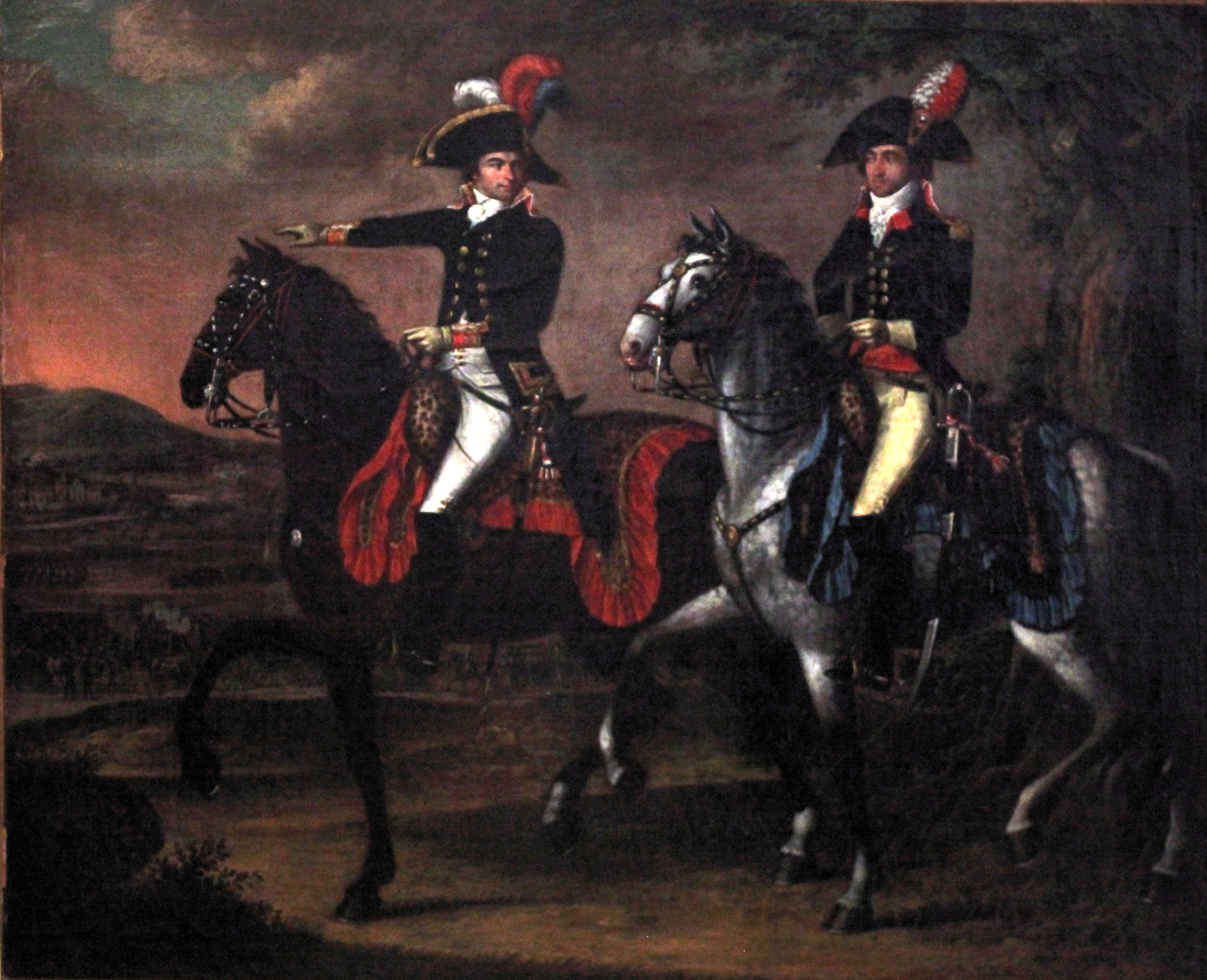
جوردان (يمين) ومُرافقه أثناء حرب التَحالف الاول. بريشة يوهان درياندر.

في 10 يناير 1794 ، بعد رفض تنفيذ أمر مستحيل ، مثل جوردان أمام لجنة السلامة العامة. قدم كارنو مذكرة توقيف جوردان ، التي وقعها ماكسيميليان دي روبسبير ، وبرتراند باريير ، وجان ماري كولوت دي هيربوا. تم إنقاذ جوردان من إعدام مُحتَمل عندما قام شاهد عيان ، ممثل البعثة إرنست جوزيف دوكسنوي ، بالتناقض مع رواية كارنو للأحداث في مَعركة واتيني. وبعد أن نجا جوردان من الاعتقال ، طُرد من الجيش وأُعيد إلى منزله. 
سرعان ما استدعت الحكومة جوردان لقيادة جيش موسيل. في مايو ، أُمر بالمَسير شمالاً مع الجناح الأيسر لجيش موسيل. تم دمج هذه القوة مع جيش آردين والجناح الأيمن لجيش الشمال لتشكيل جيش لم يصبح رسميًا جيش سامبر وميوز حتى 29 يونيو 1794. مع 70000 جندي من الجيش الجديد ، حاصر جوردان شارلروا في 12 يونيو. هزم الجيش النمساوي الهولندي الذي يبلغ قوامه 41000 رجل بقيادة أمير أورانج الفرنسيين في معركة لامبوسارت في 16 يونيو وقادهم جنوب نهر سامبر. بلغ عدد الضحايا 3000 لكل جيش.  دون رادع ، سار جوردان على الفور إلى نامور إلى الشرق والشمال الشرقي من شارلروا. بدلاً من مهاجمة نامور ، تحرك فجأة غربًا وظهر شمال شارلروا. بعد حصار قصير ، استسلمت حامية شارلروا النمساوية التي يبلغ قوامها 3000 رجل في 25 يونيو.  استَشهد الإستراتيجي العسكري بي إتش ليدل هارت بمناورة جوردان كمثال على النهج غير المباشر ، على الرغم من أنه ربما كان غير مقصود من جانب الجنرال الفرنسي. بعد فوات الأوان لإنقاذ شارلرلوا ، هاجم جيش كوبورغ البالغ قوامه 46 ألف جندي جَيش جوردان البالغ 75 ألف في 26 يونيو. أثبتت معركة فلوروس أنها انتصار استراتيجي فرنسي عندما ألغى كوبورغ هجماته وتراجع. خلال المعركة ، دفعت هجمات الحلفاء كلا الجانبين الفرنسيين إلى الخلف ، لكن جوردان حاربها بعناد وتم إنقاذه عندما احتفظت فرقة الجنرال فرانسوا جوزيف لوفيفر بأرضها في الوسط. 

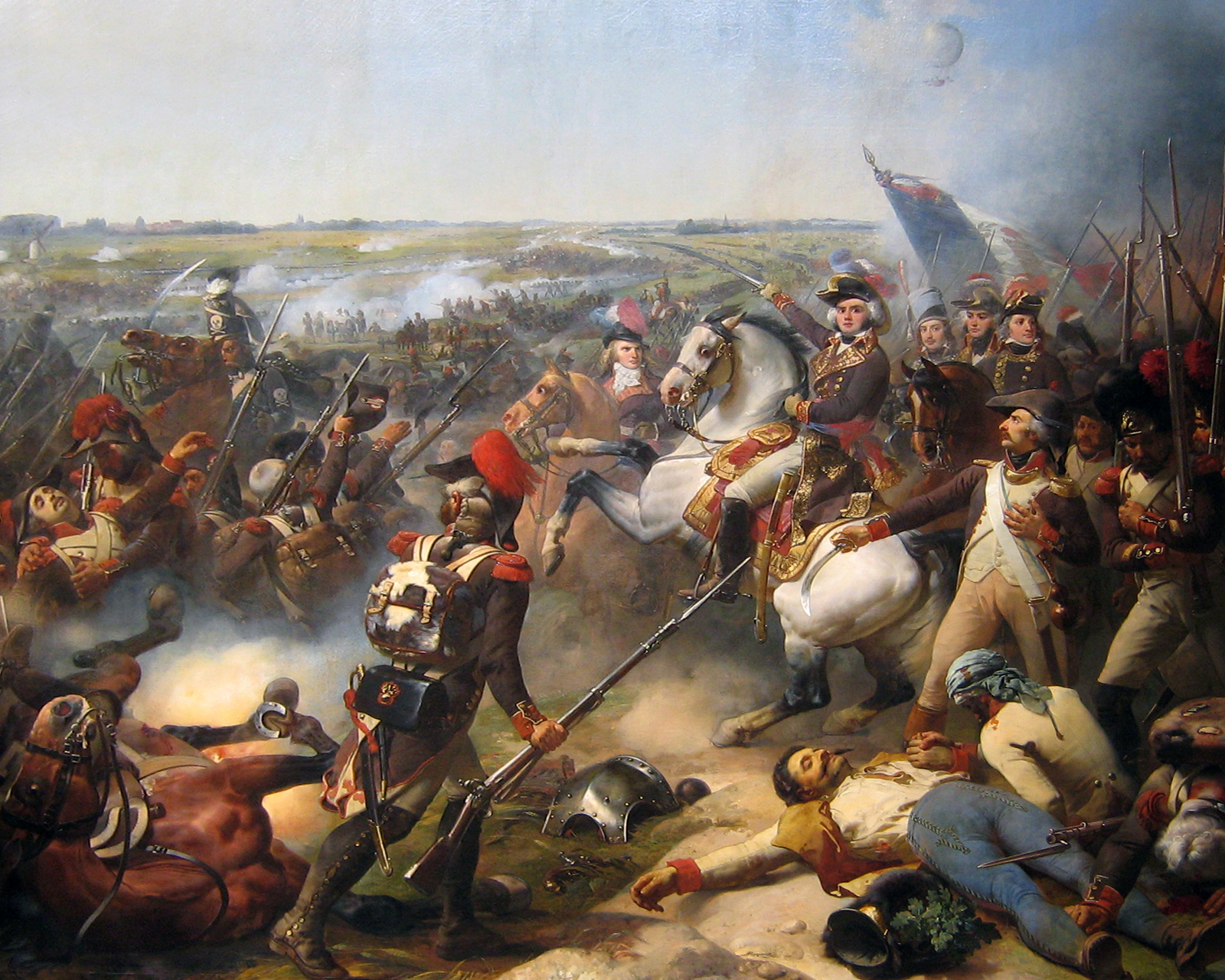
جوردون يَقود قواتَه في معركة فلوروس عام 1794، بريشة جان بابتيست موزيسي.

بعد فلوروس ، انهار موقع الحلفاء في هولندا النمساوية. قام الجيش النمساوي بإخلاء بلجيكا وتم حل الجمهورية الهولندية من قبل الجيوش الفرنسية المتقدمة في عام 1795. في 7 يونيو 1795 ، أنهى جيش جوردان حصارًا طويلًا وناجحًا على لوكسمبورغ.  كانت العمليات شرق نهر الراين أقل نجاحًا في ذلك العام ، حيث استولى الفرنسيون على مانهايم ، ثم خسروها. 
في حملة نهر الراين عام 1796 ، شكل جيش جوردان من سامبر وميوز الجناح الأيسر للتقدم إلى بافاريا. صدرت أوامر للقوات الفرنسية بأكملها بالتقدم نحو فيينا ، وجوردان في أقصى اليسار ، والجنرال جان فيكتور ماري مورو في الوسط بالقرب من وادي الدانوب ، ونابليون على اليمين في إيطاليا. بدأت الحملة ببراعة ، حيث قام مورو وجوردان بإبعاد النمساويين تحت قيادة الأرشيدوق تشارلز إلى الحدود النمساوية تقريبًا. لكن تشارلز ، الذي ابتعد عن مورو ، ألقى بكل ثقله على جوردان ، الذي هُزم في معركة أمبرج في أغسطس. فشل جوردان في إنقاذ الوضع في معركة فورتسبورغ وتَقَهقَر فوق نهر الراين بعد معركة ليمبورغ ، التي كلفت حياة الجنرال فرانسوا سيفرين مارسو. كان على مورو أن يتراجع بدوره ، وكانت عمليات العام في ألمانيا فاشلة. كان السبب الرئيسي للهزيمة هو خطة الحملة التي فرضتها حكومتهم على الجنرالات. ومع ذلك ، أصبَحَ جوردان كبش فداء ولم يعمل لمدة عامين. في تلك السنوات أصبح سياسيًا بارزًا وفوق كل ذلك كان واضعًا لقانون التجنيد الإجباري الشهير لعام 1798 ، والذي أصبح يُعرف باسم قانون جوردان. 

## حرب التحالف الثاني
عندما تجددت الحرب في عام 1799 ، كان جوردان على رأس الجيش على نهر الراين ، لكنه عانى مرة أخرى من الهزيمة على يد الأرشيدوق تشارلز في معركتي أوستراخ ومعركة ستوكاش في أواخر مارس. بعد خيبة أمله وانهيار صحته ، سلم القيادة إلى الجنرال أندريه ماسينا. استأنف مهامه السياسية وكان من أبرز المعارضين لانقلاب 18 برومير ، وبعد ذلك طُرد من مجلس الخمسمائة. ومع ذلك ، سرعان ما أصبح متصالحًا رسميًا مع النظام الجديد ، وقبل من نابليون التوظيف العسكري والمدني الجديد. في عام 1800 ، أصبح جوردان المفتش العام لسلاح الخَيالة والمشاة وممثل المصالح الفرنسية في الجمهورية الألبية. 

## الحروب النابليونية

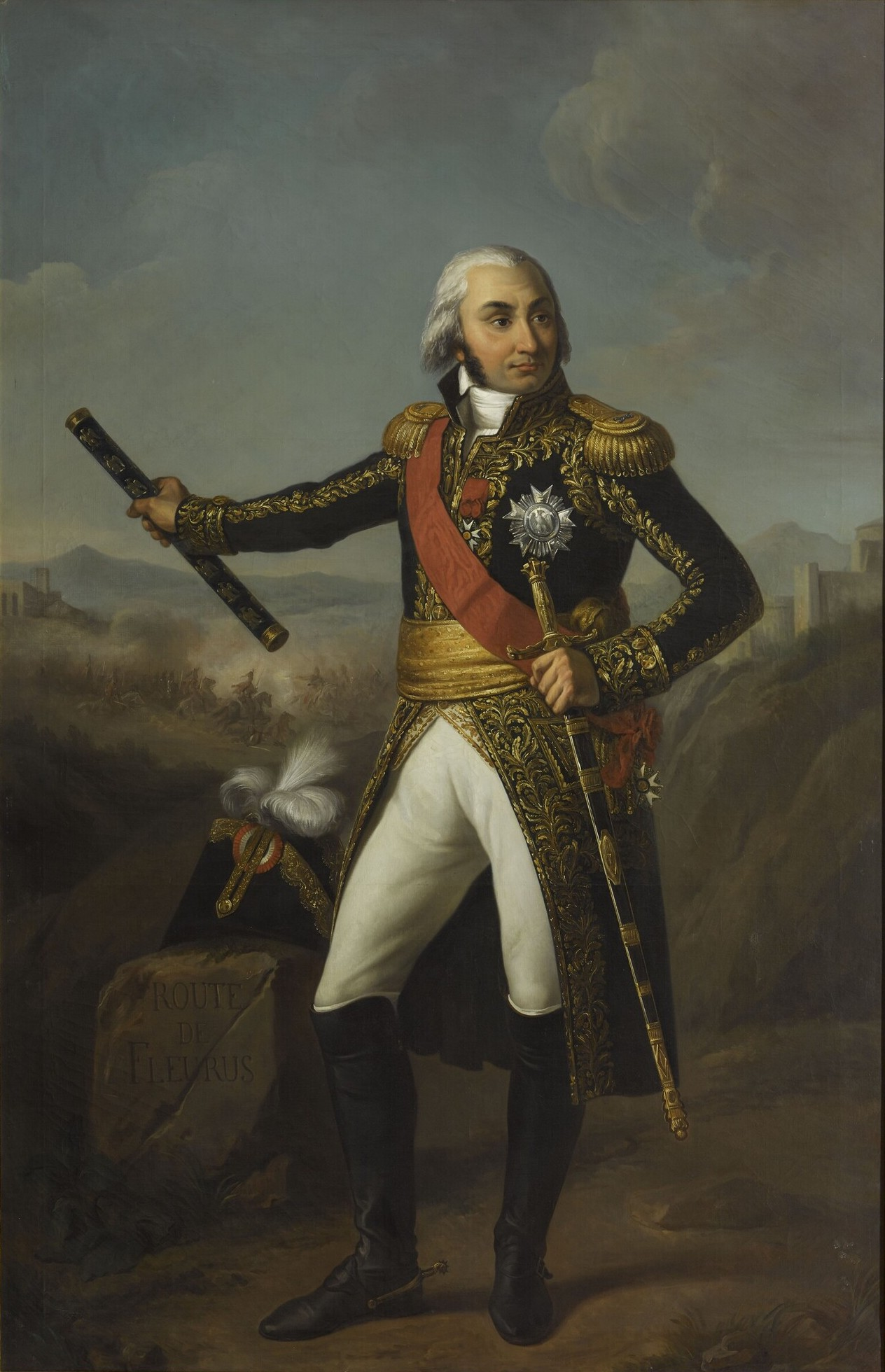
جوردان كمارشال للإمبراطورية ، بريشة جوزيف ماري فين 1805.

في عام 1804 ، عين نابليون جوردان كمارشال للإمبراطورية. وظل في مملكة إيطاليا المنشأة حديثًا حتى عام 1806 ، عندما اختار جوزيف بونابرت ، الذي عينه شقيقه ملكًا على نابولي في ذلك العام ، جوردان كمستشار عسكري له. تبع جوزيف في إسبانيا عام 1808 ؛ ولكن كان يجب الحفاظ على عرش جوزيف من قبل الجيش الفرنسي ، وطوال حرب شبه الجزيرة ، لم يول الحراس الآخرون ، الذين اعتمدوا مباشرة على نابليون ، اهتمامًا كبيرًا إما لجوزيف أو جوردان.  تم إلقاء اللوم على جوردان في الهزيمة في معركة تالافيرا عام 1809 وحل محله المارشال جان دي ديو سولت. أعيد لمنصبه كرئيس أركان جوزيف في سبتمبر 1811 لكن لم يُمنح سوى القليل من القوات. بعد الهزيمة الكارثية الفرنسية في معركة سالامانكا في يوليو 1812 ، أُجبر جوزيف وجوردان على التخلي عن مدريد والتراجع إلى فالنسيا. بالانضمام إلى جيش سولت ، الذي أخلى الأندلس ، تمكن الفرنسيون من استعادة مدريد خلال حصار بورغوس ودفع جيش ويلينغتون الأنجلو-برتغالي إلى البرتغال.
في العام التالي ، تقدمت ويلينغتون مرة أخرى بجيش كبير منظم جيدًا. أجبر جيش الحلفاء جوزيف وجوردان على القتال في معركة فيتوريا في 21 يونيو 1813 ، حيث استولى البريطانيون على عصا المارشال جوردان. بعد الهزيمة الفرنسية الحاسمة ، التي أسفرت عن خسارة دائمة لإسبانيا ، لم يُكَلف جوردان بأي أوامر مهمة حتى سقوط الإمبراطورية الفرنسية. انضم إلى استعادة بوربون ، في عام 1814 ، لكنه انضم إلى نابليون عند عودته إلى السلطة خلال المائة يوم وعُين قائداً لبيزنسون. 
انضم جوردان إلى آل بوربون مرة أخرى بعد الهزيمة الفرنسية النهائية في معركة واترلو. بعد ذلك رفض أن يكون عضوا في المحكمة التي حكمت على صَديقه المارشال ميشيل ناي بالإعدام. حصل لقب كونت ، وأصبحَ نظيراً لفرنسا في عام 1819 ، وحاكم غرونوبل في عام 1816. في السياسة ، كان جوردان من المعارضين البارزين للرجعيين الملكيين ودعم ثورة يوليو 1830. بعد هذا الحدث ، تولى حقيبة الشؤون الخارجية لبضعة أيام ثم أصبح حاكمًا لـ ليزانفاليد. ، وهو المنصب الذي شغله حتى وفاته. توفي جوردان في باريس في 23 نوفمبر 1833 ودفن في ليزانفاليد. 

أثناء وجوده في المنفى في سانت هيلانا ، قالَ نابليون: 
أنا بالتَأكيد استَخدمتُ هذا الرجُل بِطَريقة خاطِئة ... لقد تعلمتُ بِسرور أنه منذ سُقُوطي كان يتصرف دائمًا بأفضَل طريقة. وهكذا قدمَ مِثالاً على ذلك السُمو الذهني الجَدير بالثناء والذي يُميز البَشر عن بَعضِهُم البَعض. جوردان وطني حَقيقي. وهذا هو الجَواب على كثير مِما قيل عَنه. 

## المَراجع
1. ↑  Lanfrey 1871، صفحة 362.
2. ↑  Broers 2004، صفحة 92.
3. ↑  Nadaud, Joseph. Lecler, André (ed.). Nobiliaire du diocèse et de la généralité de Limoges (بالفرنسية). Vol. 2. p. 583. Archived from the original on 2021-07-02.
4. ↑  Fischer 1978، صفحات 224-225.
5. ↑  Fischer 1978، صفحات 1-2.
6. ↑  Fischer 1978، صفحة 3.
7. ↑  Cougny 1891، صفحة 435.
8. 1 2 3  Fischer 1978، صفحة 5.
9. ↑  Fischer 1978، صفحات 6-7.
10. ↑  Glover-Chandler, p 159
11. ↑  Glover-Chandler, p 160
12. ↑  Glover-Chandler, pp 160–161
13. ↑  Smith, pp 84–85
14. ↑  Smith, pp 85–86
15. ↑  Glover-Chandler, pp 161–162
16. ↑  Smith, p 103
17. ↑  Smith, pp 104–107
18. 1 2 3 4  Britannica, Jourdan
19. ↑  Cougny 1891، صفحة 436.
20. ↑  Glover-Chandler, p 168

- Glover, Michael. "Jourdan: The True Patriot". Chandler, David (ed.). Napoleon's Marshals. New York: Macmillan, 1987. (ردمك 0-02-905930-5)
- Liddell Hart, B. H. Strategy. NY: Praeger Publishers, 1967.
- Smith, Digby. The Napoleonic Wars Data Book. London: Greenhill, 1998. (ردمك 1-85367-276-9)
- Cougny, Gaston (1891). Dictionnaire des parlementaires français (بالفرنسية). Paris. Archived from the original on 2023-03-30.{{استشهاد بكتاب}}:  صيانة الاستشهاد: مكان بدون ناشر (link)
- هذه المقالة تتضمن نصاً من منشور أصبح الآن في الملكية العامة: Chisholm, Hugh, ed. (1911). "Jourdan, Jean Baptiste, Count". Encyclopædia Britannica (بالإنجليزية) (11th ed.). Cambridge University Press. Vol. 15. p. 524.
- Fischer، Lawrence Joseph (1978). Jacobin General; Jean Baptiste Jourdan and the French Revolution; 1792 - 1799. (Volumes I and II) (Thesis). LSU Historical Dissertations and Theses. جامعة ولاية لويزيانا. مؤرشف من الأصل في 2023-10-17.
- Lanfrey، Pierre (1871). The History of Napoleon the First. مكملين ناشرون. ج. 1. مؤرشف من الأصل في 2023-10-17.
- Broers، Michael (2004). The Napoleonic Empire in Italy, 1796-1814. Palgrave Macmillan. مؤرشف من الأصل في 2022-10-28.